# Alfabeto ugarítico
O alfabeto ugarítico é um sistema de escrita usado por volta de 1500 AC na língua ugarítica, uma extinta língua semítica, usada na cidade perdida de  Ugarite, na atual Síria, redescoberta em 1928. Pertencia a um povo de cultura cananaica desde o Neolítico, embora se cite Ugarite, frequentemente, como uma cidade fenícia. O fato é que Ugarite não participou da expansão marítima levada a cabo pelos fenícios.
Sendo o alfabeto mais antigo encontrado até hoje, acreditava´se que este sistema possuía 27 letras, todas consoantes, o que classificaria este sistema como abjad. A partir de pesquisas posteriores, conclui-se que este era realmente um alfabeto, possuindo 27 consoantes e 3 vogais. Outras línguas (particularmente o hurriano) também utilizaram esse alfabeto na área de Ugarite, embora não em outros lugares. Textos com os mesmos caracteres foram encontrados na Mesopotâmia, embora fossem correspondência procedente de Ugarite.
Os tabletes de argila escritos em ugarítico forneceram as primeiras evidências da ordem alfabética tanto do levantino quanto do semítico meridional, que mais tarde evoluiríam para as ordens alfabéticas do alfabeto fenício, no qual teriam sido inspirados o hebraico, o grego  em uma direção, e para o ge’ez em outra.
Nesse sistema se escrevia da esquerda para a direita.

## Origem
Estudiosos têm procurado por protótipos cuneiformes das letras do alfabeto ugarítico. Alguns acreditam que ele provenha de um suposto alfabeto proto-semítico, embora não haja indícios de um alfabeto mais antigo.
As duas formas básicas na escrita cuneiforme, uma cunea linear, 𐎂, e uma cunea cursiva, 𐎓, podem corresponder a linhas e círculos nos alfabetos lineares semíticos: as três letras circulares semíticas preservadas no grego  Θ, O e latino Q, são todas feitas com a curva da cunha em ugarítico: 𐎉 Tet, 𐎓 Ain, e 𐎖 Qopa. Outras letras também são similares às de outros alfabetos: 𐎅 Ho lembra o correspondente grego E, enquanto 𐎆 Wo, 𐎔 Pu, e 𐎘 Thanna são similares às letras gregas Y, Π, e Σ.
Jared Diamond  acredita que esse alfabeto foi conscientemente desenhado, citando a evidência da probabilidade de que as letras com menos cuneas podem ter sido mais freqüentes.

## Abecedário
Listas de letras ugaríticas têm sido encontradas em duas ordens alfabéticas: a "ordem semítica setentrional" é mais similar à ordem do alfabeto hebraico e fenício, e mais distante, do grego e do latino; e a "ordem semítica meridional" é mais similar ao alfabeto árabe meridional, e mais distante, ao ge’ez. No quadro abaixo as letras são dadas em transcrição, com 32 caracteres, embora as listas mais antigas possuam apenas 30 caracteres, 3 deles sendo vogais de fato. Juntamente, estão os seus cognatos hebraicos; letras perdidas do hebraico foram deixadas em branco.
Semítico setentrional
| ’a | b | g | x  | d | h | w | z | ħ | ṭ | y | k | š | š' | l | m | ð  | n | ẓ  | s | c | p | ṣ | q | r | θ | γ  | t | ś | ’i | ’u |
| א  | ב | ג | ח׳ | ד | ה | ו | ז | ח | ט | י | כ |   |    | ל | מ | ד׳ | נ | ט׳ | ס | ע | פ | צ | ק | ר | ש | ע׳ | ת | שׂ |    |    |

Semítico meridional
| h | l | ħ | m | q | w | š | r | t | s | k | n | x  | b | ś | p | ’ | c | ẓ  | g | d | γ  | ṭ | z | ð  | y | θ | ṣ |
| ה | ל | ח | מ | ק | ו |   | ר | ת | ס | כ | נ | ח׳ | ב | שׂ | פ | א | ע | ט׳ | ג | ד | ע׳ | ט | ז | ד׳ | י | ש | צ |

## Caracteres

Alfabeto ugarítico

| Ugarítico | Trans              | AFI                | Hebreu             | Arábico            |
| --------- | ------------------ | ------------------ | ------------------ | ------------------ |
| 𐎀         | ʾa                 | ʔa                 | א                  | أ                  |
| 𐎁         | b                  | b                  | ב                  | ب                  |
| 𐎂         | g                  | ɡ                  | ג                  | ج                  |
| 𐎃         | ẖ                  | x                  | ח*                 | خ                  |
| 𐎄         | d                  | d                  | ד                  | د                  |
| 𐎅         | h                  | h                  | ה                  | ه                  |
| 𐎆         | w                  | w                  | ו                  | و                  |
| 𐎇         | z                  | z                  | ז                  | ز                  |
| 𐎈         | ḥ                  | ħ                  | ח                  | ح                  |
| 𐎉         | ṭ                  | tˠ                 | ט                  | ط                  |
| 𐎊         | y                  | j                  | י                  | ي                  |
| 𐎋         | k                  | k                  | כ                  | ك                  |
| 𐎌         | š                  | ʃ                  | ש                  | ش                  |
| 𐎍         | l                  | l                  | ל                  | ل                  |
| 𐎎         | m                  | m                  | מ                  | م                  |
| 𐎏         | ḏ                  | ð                  | ד                  | ذ                  |
| 𐎐         | n                  | n                  | נ                  | ن                  |
| 𐎑         | ẓ                  | ẓ                  |                    | ظ                  |
| 𐎒         | s                  | s                  | ס                  | س                  |
| 𐎓         | ʿ                  | ʕ                  | ע                  | ع                  |
| 𐎔         | p                  | p                  | פ                  | ف                  |
| 𐎕         | ṣ                  | ṣ                  | צ                  | ص                  |
| 𐎖         | q                  | q                  | ק                  | ق                  |
| 𐎗         | r                  | r                  | ר                  | ر                  |
| 𐎘         | ṯ                  | θ                  | ת                  | ث                  |
| 𐎙         | ġ                  | ɣ                  | ע*                 | غ                  |
| 𐎚         | t                  | t                  | ת                  | ت                  |
| 𐎛         | ʾi                 | ʔi                 |                    | ئ                  |
| 𐎜         | ʾu                 | ʔu                 |                    | ؤ                  |
| 𐎝         | s2 / ś             |                    |                    |                    |
| 𐎟         | separa as palavras | separa as palavras | separa as palavras | separa as palavras |

## Unicode
No Unicode, oo código para o alfabeto ugarítico é U+10380 - U+1039F.